# Essai micro-Deval
L'essai micro-Deval a pour but la détermination de la résistance à l'usure par le frottement réciproque des éléments d'un granulat.
La norme européenne EN 1097-1 permet de déterminer le coefficient de micro-Deval.

## Description de la machine micro-Deval
La machine micro-Deval comporte un à quatre cylindres creux en acier inox ayant un diamètre intérieur de 20 cm et une longueur utile de 15,4 cm. Ces cylindres ont une épaisseur supérieure ou égale à 3 mm. Ils sont posés sur deux arbres horizontaux soudés sur un châssis métallique tubulaire et sont aussi très étanches grâce à un joint placé sur le couvercle.
Un moteur assure une rotation de 100 tours par minute et s’arrête en achevant les 12 000 tours pour un échantillon de granulométrie variant entre 4-14 mm et 14 000 tours pour un échantillon ayant une granulométrie variant de 25-50 mm.
Elle a des billes d'inox de 10 mm.

## Principe de l'essai
Le matériau soumis à cet essai évolue par frottement des éléments les uns sur les autres, sur le cylindre de la machine en rotation  et sur les boulets (charge abrasive)

## Préparation de l'échantillon
La granulométrie de l'échantillon doit être conforme à l'une des classes granulaires types : 4-6,3 ; 6,3-10 ; 10-14 ; 25-50.
- Laver l'échantillon et le faire sécher à l'étuve jusqu'à une température de 105 °C et un poids constant (5 h au minimum).
- Pour une granulométrie qui varie de 4-14 mm prendre 500 g de l'échantillon et pour celle variant entre 25-50 mm prendre 10 kg de l'échantillon.

## Mode opératoire
Concernant l'essai sur les gravillons compris entre 4-14 mm, la charge de boulets relative à la classe granulaire choisie :
| classes granulaires (mm) | Poids échantillon (g) | Poids de la charge (g) | Poids de la charge (g) |
| ------------------------ | --------------------- | ---------------------- | ---------------------- |
| 4-6,3                    | 500                   | 2000                   | 2000                   |
| 6,3-10                   | 500                   | 4000                   | 4000                   |
| 10-14                    | 500                   | 5000                   | 5000                   |

En présence de l'eau, on rajoute 2.5 L d'eau.

## Résultats
Soit M la masse du matériau soumis à l'essai et m la masse des éléments inférieurs à 1,6 mm produits au cours de l'essai; la résistance à l'usure s'exprime par le coefficient de micro-Deval qui s'écrit:
CMD=100*(m/M)